# 토로사우루스
토로사우루스(Torosaurus, 구멍이 있는 도마뱀이란 뜻으로, 프릴에 있는 큰 구멍을 가리키는 이름)는 백악기 후기 마스트리흐트절 후기 약 6800만년에서 6600만년 전에 살았던 초식성 케라톱스과 공룡의 한 속이다. 화석은 북아메리카 서부내륙, 캐나다의 사스캐처원 주에서 텍사스 남부에 이르는 지역에서 발견된다.
토로사우루스의 두개골은 알려진 육상동물들의 두개골 중 가장 큰 축에 속한다. 프릴이 달린 두개골의 길이는 2.77m 에 달한다. 트리케라톱스와 비슷한 크기였을 것으로 추정된다. 몸무게는 6톤 정도로 추정된다. 토로사우루스는 긴 프릴에 커다란 구멍들이 있고 프릴의 일부인 비늘뼈의 위쪽 표면에 고랑이 파여 있으며 프릴 뒤쪽에 다섯 쌍 이상의 작은 뿔 (뒷머리뼈돌기) 들이 있어 동시대에 살았던 트리케라톱스와는 구별된다. 토로사우루스는 또 트리케라톱스 프로르수스에서 볼 수 있는 긴 코뿔이 아니라 대신 더 이른 시기의 상대적으로 원시적인 트리케라톱스 호리두스와 유사한 짧은 코뿔을 가지고 있다. 토로사우루스 라투스, 토로사우루스 글라디우스, 토로사우루스 우타헨시스 세 종이 명명되었다. 하지만 T. gladius는 유효한 종으로 간주되지 않는다.
최근 토로사우루스의 유효성이 논쟁의 대상이 되었다. 2010년 화석 골조직학과 프릴의 모양을 조사한 연구에서 토로사우루스가 아마도 트리케라톱스의 성체 형태인 것 같다는 결론을 내리고 있다. 전형적인 트리케라톱스 표본의 뼈들이 미성숙한 상태이며 토로사우루스의 특징인 프릴의 구멍이 생겨나기 시작하는 조짐을 보인다는 것이다. 개체가 성숙하는 과정에서 두개골의 프릴은 엄청나게 길어지며 구멍이 나타날 수 있다는 주장이다. 하지만 2011, 2012, 그리고 2013년에 각각 알려진 표본들의 특징들을 연구하여 두 속의 형태적인 차이를 보면 이들이 동물이명일 가능성은 없다고 주장하는 연구가 출판되었다. 토로사우루스가 트리케라톱스의 성체라는 주장의 주된 문제는 분명한 중간 형태가 없다는 점이다. 토로사우루스가 분명하지만 두개골의 길이 비율이 다른 아성체가 존재하고, 성체가 되면서 프릴에 구멍이 생기는 것이 각룡류의 일반적인 성숙 과정이 아니라는 것이다.

## 발견과 종
트리케라톱스가 명명된 지 2년 후인 1891년, 와이오밍 주 남동부 니오브라라 카운티에서 존 벨 해처가 긴 프릴에 구멍이 있는 한 쌍의 각룡류 두개골을 발견했다. 해처를 고용했던 고생물학자 오트니엘 찰스 마쉬가 토로사우루스라는 속명을 지었다.

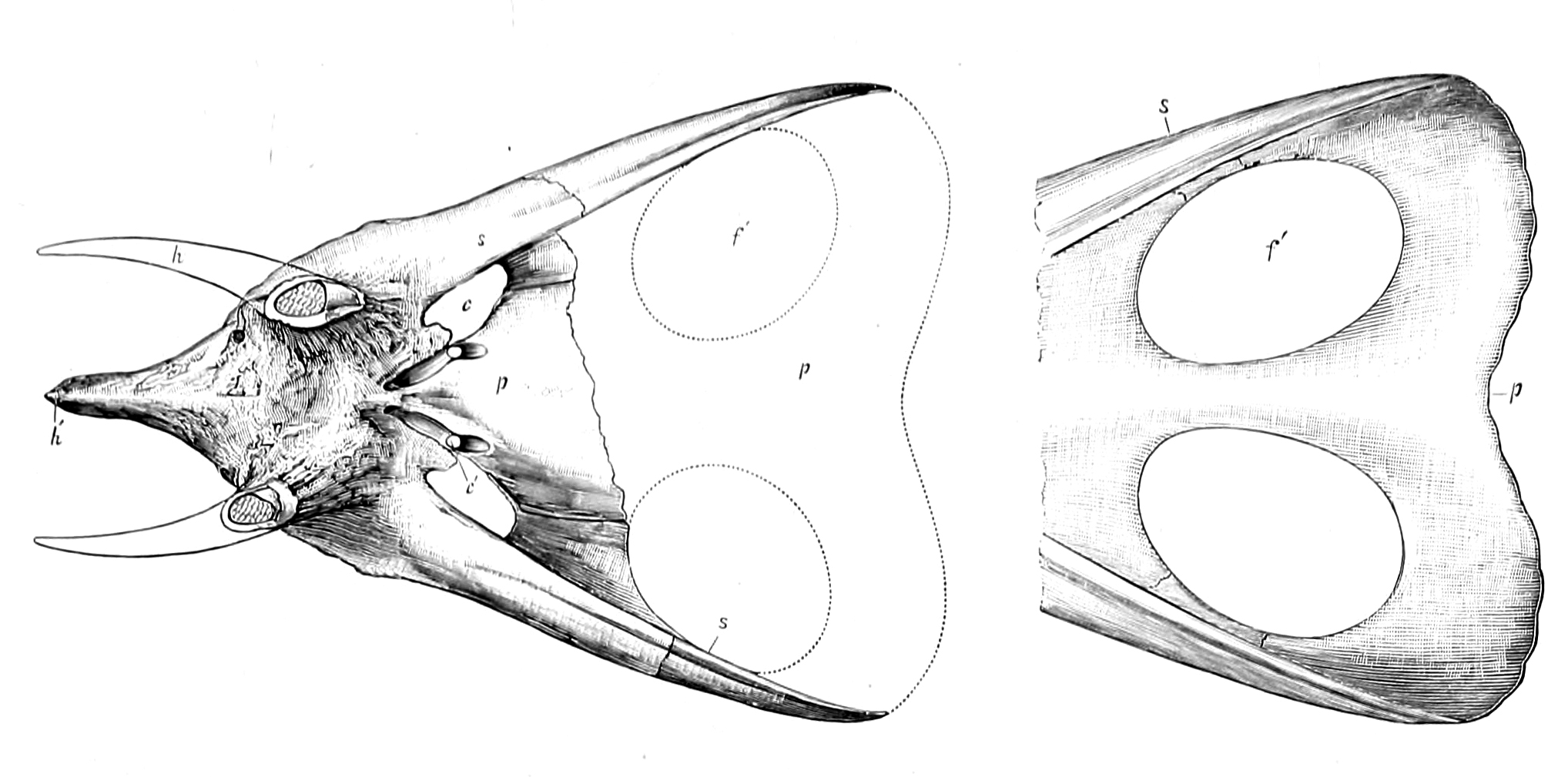
T. latus 와 그 이명인 T. gladius 두개골을 그린 마쉬의 원 도해

토로사우루스라는 이름은 종종 라틴어 명사 taurus, 혹은 스페인어 "토로" 로 오인되어 "황소 도마뱀" 이라고 불리곤 하는데, 고대그리스어 로 "구멍을 뚫다"라는 의미의 동사인 "토레오" τορέω에서 유래했을 가능성이 훨씬 높다. 이것은 토로사우루스의 이름이 길쭉한 프릴에 있는 구멍을 가리킨다고 보는 것인데, 트리케라톱스의 프릴에는 구멍이 없기 때문에 토로사우루스와 트리케라톱스를 구분하는 방법으로 토로사우루스 프릴의 구멍이 사용되어 왔다. 토로사우루스의 이름에 혼동이 있는 것은 마쉬가 원래의 논문에서 이름의 유래를 설명하지 않았기 때문이다.
토로사우루스에는 두 종이 존재한다.
- T. latus Marsh, 1891(모식종). 라투스는 "넓다"는 의미로 프릴의 형태를 가리킨다.
- T. utahensis Lawson, 1976.

후에 명명된 T. gladius 종은 T. latus 의 이명으로 간주된다.
- T. gladius Marsh, 1891. 글라디우스는 라틴어로 "칼"을 의미한다. 비늘뼈의 긴 형태를 가리킨다.

T. latus 의 완모식표본은 YPM 1830으로 두개골 일부로 구성되어 있다. T. gladius 의 완모식표본은 YPM 1831 로 더 큰 두개골이다. 두 표본 모두 마스트리흐트절의 랜스 층에서 발견되었다. 그 이후 비슷한 표본들이 와이오밍, 몬태나, 사우스다코타, 노스다코타, 콜로라도, 유타, 그리고 사스캐처원 주 등에서 발견되어 토로사우루스로 분류되었다. 확실하게 분류가 가능한 표본들로는 다음과 같은 것들이 있다. ANSP 15192는 에드윈 해리스 콜버트가 1944년에 사우스다코타에서 발견한 작은 개체이다. MPM VP6841 은 두개골 일부로 현재는 밀워키에 전시되어 있다. SMM P97.6.1 은 주둥이가 없는 두개골이다. 헬크릭 층에서 발견된 두 개의 두개골 일부는 2002년에 보고되었고, MOR 981 은 1998년에 MOR 1122는 2001년에 발견되었다. 토로사우루스라고 분류될 가능성이 있는 단편적인 화석들이 텍사스의 빅벤드 지역과 뉴멕시코의 산후안 분지에서 발견되었다. 토로사우루스 표본은 상대적으로 드물고 트리케라톱스가 훨씬 풍부한 편이라고 한다.
토로사우루스 우타헨시스 (Torosaurus utahensis)는 찰스 휘트니 길모어가 1946년에 원래 아르히노케라톱스 우타헨시스 로 보고했고, 표본인 USNM 15583는 유타 주의 에머리 카운티에서 발견된 프릴 조각으로 구성되어 있다. 1976년에 더글라스 로슨이 이것을 토로사우루스 우타헨시스로 재명명하였다. 로버트 설리반과 동료들의 2005년 연구에서는 이것을 토로사우루스 우타헨시스로 보았고, T. latus 보다 조금 더 오래된 것으로 간주하였다. 2008년에 레베카 헌트가 이 종으로 분류될 수 있는 추가 표본을 상당량 보고하였다. 하지만 후속 연구에서 이 표본들이 아르히노케라톱스이거나, 혹은 새로운 속일 가능성이 제기되었다. 북쪽 헬크릭 층의 공룡들과 남쪽 "알라모사우루스 동물군"은 서로 겹치는 경우가 잘 없으며 아마도 지리적 장벽으로 격리되어 있었던 것으로 보이기 때문이다. T. utahensis 가 새로운 속으로 간주되어야 할지, 혹은 T. latus처럼 어떤 트리케라톱스 종의 다 자란 성장단계인지에 대한 연구는 아직 출판되지 않았다.

## 특징

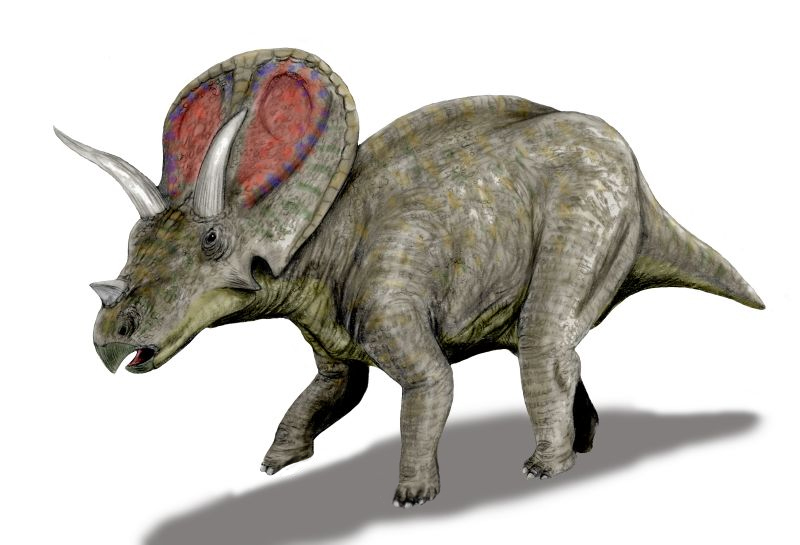
T. latus 복원도

토로사우루스로 분류되는 개체들은 모두 매우 커서 가장 큰 트리케라톱스 표본과 비교될 수 있을 정도다. 길쭉한 프릴 때문에 특히 두개골이 긴 편이다. 해처는 YPM 1830 의 두개골 길이를 2.2m, YPM 1831 을 2.35m 로 추정했다. 1933년에 리차드 스완 럴은 이것을 각각 2.4m 와 2.57m 로 상향조정했다. 이 수치로 보자면 토로사우루스는 육상 동물 중 가장 긴 두개골을 가진 것으로 간주된다. 1998년에 토마스 레만은 일부만 남아 있는 펜타케라톱스의 두개골 표본 전체 길이가 2.9m 에 달할 것이라고 주장했다. 이 주장은 2011년에 니콜라스 롱리치는 이 주장에 의구심을 표시하며 해당 표본이 너무 길게 복원되었다고 결론내리고 별도의 속인 티타노케라톱스로 재분류하였다. 2006년에 앤드류 파키는 해처의 원래 표본들보다 더 긴 두 개의 새로운 두개골을 보고하였다. MOR 1122 의 길이는 252 cm, MOR 981 은 277 cm이다.

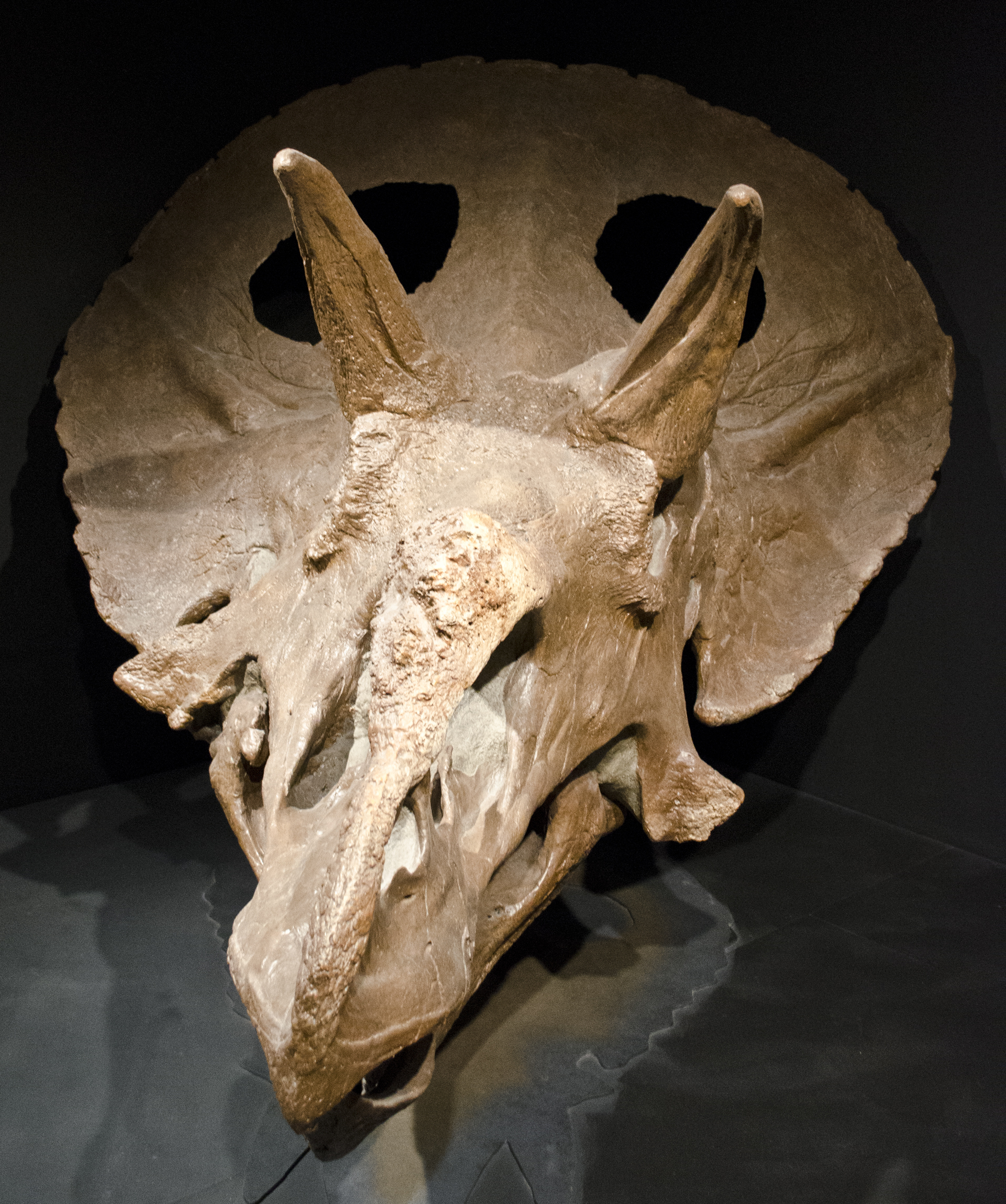
MOR 1122 표본

파키는 2006년에 토로사우루스의 분류가능한 특징을 확립했다. 프릴은 두개골의 다른 부분에 비해 극단적으로 길다. 프릴의 뒤쪽, 마루뼈 가장자리에는 삼각형 모양의 골편인 마루뼈뒷돌기가 열 개 이상 있다. 중심선에는 마루뼈뒷돌기는 없다. 마루뼈-비늘뼈 경계에 걸쳐 있는 골편 역시 없다. 마루뼈는 얇다. 마루뼈에는 둥글거나 타원형의 구멍이 있다. 마루뼈의 너비는 길이보다 20% 정도 넓다. 파키는 T. latus 가 트리케라톱스 호리두스와 T. utahensis 와 구분되는 특징으로 비늘뼈와 마루뼈가 만나는 부분의 가장자리가 길게 돌출되어 있으며 그와 평행하게 골이 파져 있다는 점을 들었다.
파키는 토로사우루스의 표본들이 상당한 변이를 보인다고 지적했다. 눈 위의 뿔들은 때로는 MOR 981처럼 크고 앞으로 휘어져 있고 때로는 MOR 1122 와 ANSP 15191처럼 짧고 똑바르다. 또 이 뿔들의 위치도 차이가 있어서 많은 경우 눈 바로 위에 위치하지만 YPM 1831 같은 경우 눈확의 뒤쪽 가장자리에 뿔이 위치한다. 코뿔의 경우에도 형태에 변이를 보이는데, 곧게 뻗은 코뿔을 가진 YPM 1831 과 그보다 조금 덜하게 곧은 YPM 1830 이 있는가 하면 MOR 981, ANSP 15192, 그리고 특히 MOR 1122는 뿔이라기보다 낮은 돌출부를 가지고 있다. 프릴도 역시 형태에 차이가 있는데 ANSP 15192 와 YPM 1830 은 뒤쪽이 위로 휘어 있는 방패 모양이나 YPM 1831는 거의 평평한 모양이다. 하지만 이것은 복원 과정에서 변형되었을 가능성도 있다. YPM 1831 의 프릴은 하트 모양으로 중심선 뒤쪽이 움푹 들어가 있으나 다른 표본들은 뒤쪽 가장자리가 곧은 편이다. 프릴의 비율도 상당히 변히가 많다. YPM 1831 의 길이-너비 비율은 1.26 이나 MOR 981 은 길이가 너비의 2.28배이다. 마루뼈뒷돌기의 수는 대개의 표본들에서 발견되지 않기 때문에 정확히 알기 힘들다. MOR 981 과 MOR 1122는 각각 열 개와 열두 개의 마루뼈뒷돌기를 가지고 있다. YPM 1831 은 두개골 위쪽에 숨구멍이 있는 형태로 복원되었는데, 아마 실제로도 있었을 가능성이 있다. 파키는 토로사우루스에서 볼 수 있는 변이의 정도가 관련된 속들에서 볼 수 있는 것보다 크지 않다고 결론내렸다.
파키는 프릴을 제외하면 토로사우루스와 트리케라톱스 사이에 특별한 차이는 보이지 않는다는 점을 강조했다. 토로사우루스 표본은 모두 긴 코뿔을 가지고 있지 않으며 뿔 앞쪽 기저부에 수평으로 동맥이 지나가는 홈도 없지만 트리케라톱스의 경우도 이러한 특징들을 보여주는 화석들이 드물지 않다. 헌트는 2008년에 T. utahensis 가 T. latus 와는 달리 중심선에 마루뼈뒷돌기를 가지고 있다는 점에서 트리케라톱스와 유사하다는 결론을 내렸다.

## 분류
1891년에 마쉬는 토로사우루스를 각룡류 내의 케라톱스과로 분류했다. 각룡류는 앵무새같은 부리를 가지고 쥐라기와 백악기에 북아메리카와 아시아에서 번성했던 초식성 공룡 무리다.
긴 프릴을 가진 토로사우루스는 전통적으로 카스모사우루스아과로 분류되어 왔다. 토로사우루스는 안키케라톱스 혹은 아르히노케라톱스의 후손들로 이루어진 계통에서 뒤늦게 나타난 일원으로 간주되었다. 따라서 1980년대에 들어서 짧은 프릴 때문에 켄트로사우루스아과로 분류되어온 트리케라톱스와는 다른 계통으로 생각되었다. 하지만 1990년대에 분지학적 분석에서 이 둘이 모두 카스모사우루스아과에 속하는 것으로 나타났다. 최근의 분석들은 모두 토로사우루스와 트리케라톱스가 가까운 관계라는 것을 보여주고 있다.

## 트리케라톱스와 같은 종류인지 아닌지에 대한 논쟁
마스트리흐트절의 라라미디아 대륙에는 동일한 서식지에 살고 있으며 서로 가까운 관계인 카스모사우루스아과의 속이 둘 있었다. 이 둘 사이의 눈에 띄는 차이는 프릴의 형태뿐이었다. 어린 토로사우루스는 발견된 적이 없으며 어린 트리케라톱스는 상당수가 발견되었다. 트리케라톱스는 다른 카스모사우루스아과 공룡들과는 달리 성체가 되어서도 어릴 때의 특징, 즉 비늘뼈가 짧다는 특징을 유지하고 있어서 유형진화(paedomorphosis)의 예를 보여준다. 2009년에 존 스카넬라는 몬태나 주의 헬크릭 층에서 공룡의 개체발생을 연구하면서 트리케라톱스와 토로사우루스가 한 속의 서로 다른 성장단계를 나타내는 것이라는 가설이 이런 현상을 가장 잘 설명할 수 있다고 결론내렸다. 토로사우루스 표본들은 완전히 성장한 트리케라톱스 개체라는 것이다. 이 경우 토로사우루스는 트리케라톱스의 동물이명이 되며 트리케라톱스가 우선권을 가지게 된다.

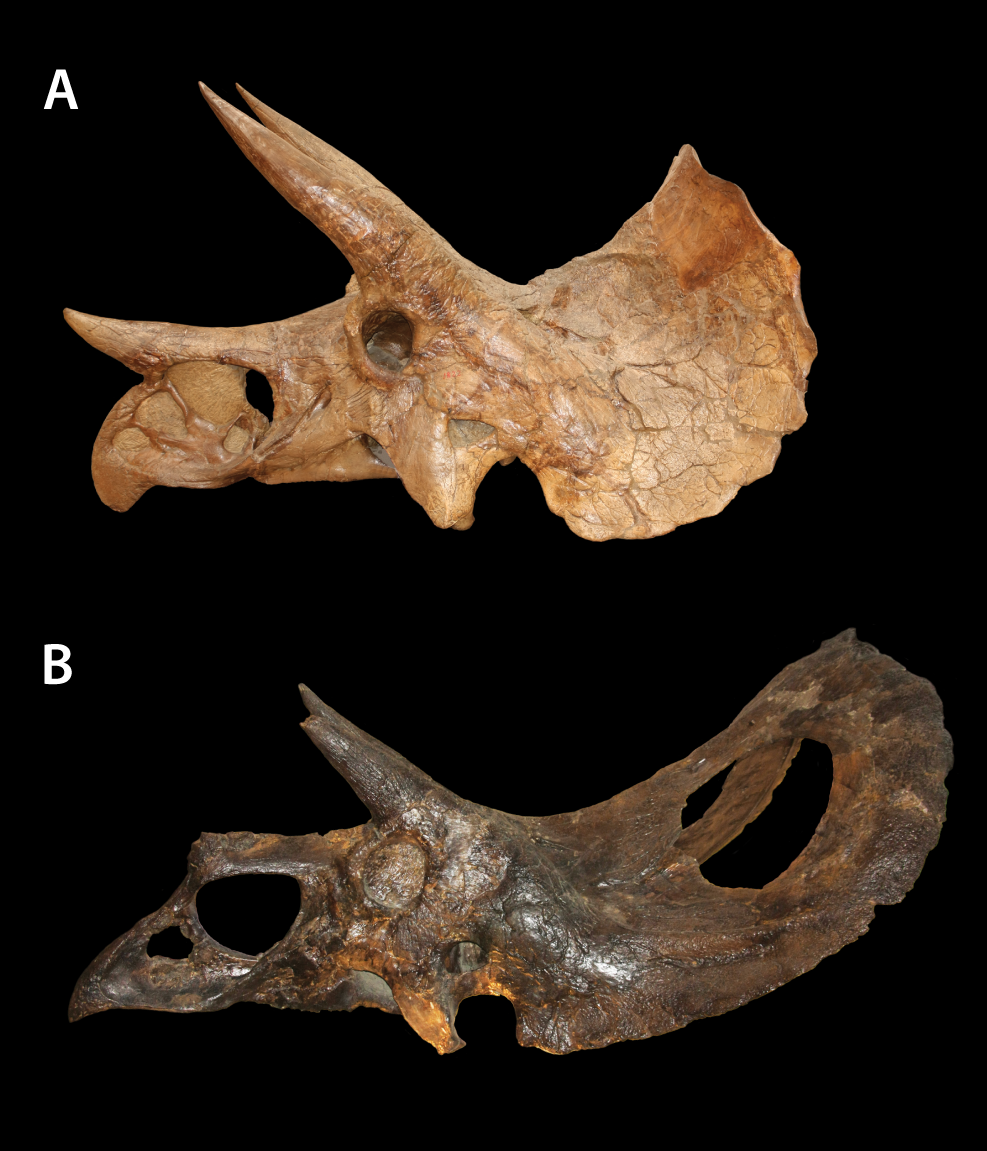
"토로형" 가설에 따르면 트리케라톱스 아성체 (A, 트리케라톱스 프로르수스 완모식표본 YPM 1822)의 프릴이 길어지고 구멍이 생겨 B, 토로사우루스 라투스 표본 ANSP 15192 가 되었을 것이다

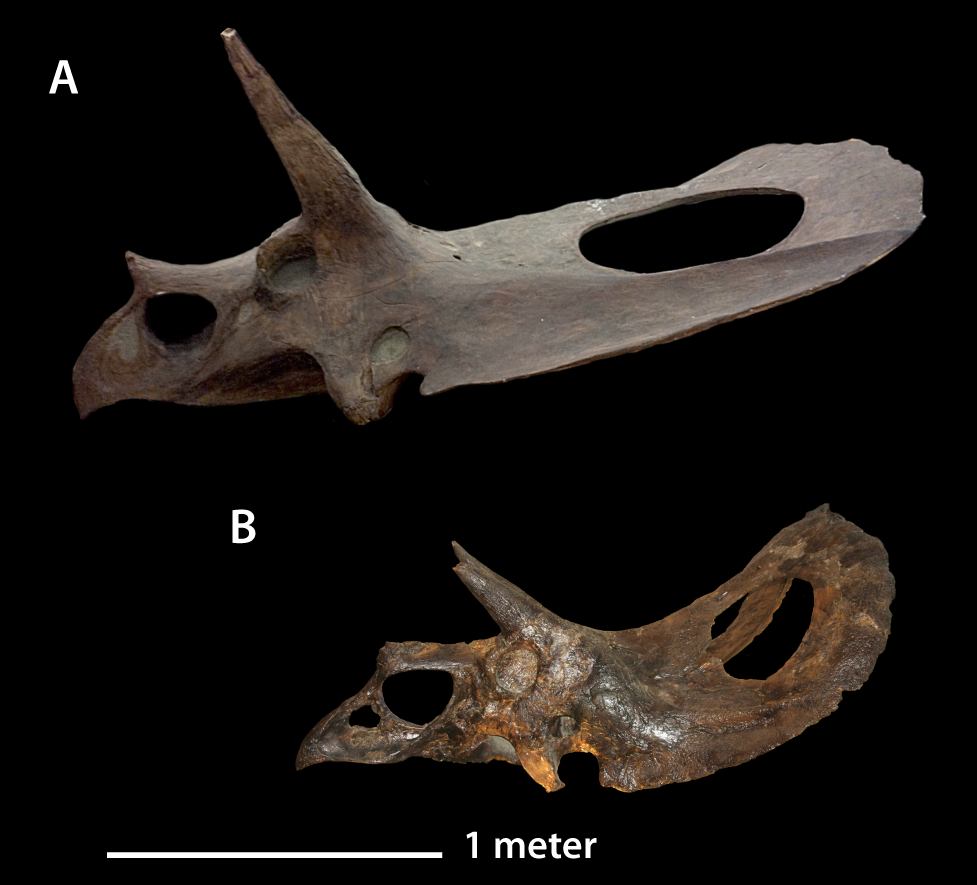
마지막 성장단계에서는 YPM 1831 표본 (A) 에서처럼 납작하고 거대한 프릴을 볼 수 있었을 것이다. 막 성체가 된 ANSP 15192 (B) 와의 크기 비교

2010년에 스카넬라와 스카넬라의 지도교수인 몬태나 주립 대학의 잭 호너는 헬크릭 층에서 발견된 38 개의 두개골 표본을 가지고 성장 패턴을 연구하여 논문을 발표했다. 38 개의 표본 중 29 개는 트리케라톱스였고 9 개는 토로사우루스였다. 스카넬라와 호너는 토로사우루스가 트리케라톱스의 성체 형태를 나타낸다고 결론내렸다. 호너는 각룡류 두개골의 프릴은 화생골 (metaplastic bone) 로 이루어져 있다는 것을 강조했다. 화생골의 특징은 시간이 지나면서 길어지거나 짧아질 수 있으며 늘어나거나 기존의 뼈조직을 재흡수해 새로운 형태를 만들어낼 수 있다는 점이다. 트리케라톱스로 분류된 두개골들에서도 상당한 모양 변화가 보인다고 호너는 이야기한다. "어릴 때는 뿔이 뒤로 굽어 있다가 성체가 되면 앞으로 휘어집니다." 대략 50% 정도의 아성체 트리케라톱스 두개골은 토로사우루스라면 구멍이 있었을 위치의 프릴 부위에 과립상 뼈로 둘러싸인 얇은 부위를 두 개 가지고 있다. 이런 형태는 트리케라톱스 개체가 성숙하면서 프릴이 길어져 늘어나는 무게를 상쇄시키기 위한 것으로 보인다. 호너는 이것을 포함해 알려진 공룡 종들이 실제로는 다른 종의 성장단계인 경우가 많다는 대담한 주장을 했다. 트리케라톱스의 나이 든 개체는 프릴이 상당한 비율로 길어지면서 납작해지고 뒤쪽 가장자리에서는 넓어졌을 것이다. 그와 동시에 마루뼈의 "구멍" 이 생겨나 전형적인 카스모사우루스아과의 프릴 형태를 만들었을 것이다.
스카넬라와 호너는 이 가설로 모든 자료를 깔끔하게 설명할 수 없다는 점은 인정했다. 이것을 설명하기 위해 보조가설을 발전시켰다. 한 가지 문제는 토로사우루스가 트리케라톱스의 정상적인 최후 성장단계, "토로형"으로 불리는 형태라면 토로사우루스 화석이 상당히 흔해야 하는데 그렇지 않다는 점이다. 스카넬라와 호너는 아성체의 높은 사망률과 나이든 개체가 고지대에서 살아 침식으로 화석화가 드물게 일어났을 수 있다는 가능성 등으로 이것을 설명했다. 두번째 문제는 토로사우루스 표본의 크기 분포를 보면 진짜 토로사우루스 아성체가 존재한다고 볼 수 있다는 점이다. 스카넬라와 호너는 뼈의 구조를 보면 해당 표본은 성장이 끝난 상태이며 이런 크기의 차이는 개체 간의 변이에 의한 것으로 보인다고 주장했다. 세번째 문제는 마루뼈의 구멍이 항상 완전한 형태로 존재해서 구멍이 있는 개체와 없는 개체 사이의 중간이 없는 것 같다는 점이다. 이에 대한 반론으로 스카넬라와 호너는 논쟁거리인 네도케라톱스의 완모식표본 USNM 2412 가 바로 그 중간 형태의 예라고 지적한다. 이 속의 특징들에 문제가 있는 것처럼 보이는 이유는 이것이 "토로형"으로 전환되는 첫번째 단계이기 때문이라는 것이다. 마지막 문제는 뒷머리뼈에 있는 프릴 가장자리 돌기들의 수에 대한 것이다. 트리케라톱스는 보통 중심선에 있는 골편을 포함해 마루뼈뒷돌기가 다섯 개 있고, 토로사우루스는 열 개 혹은 열두 개 있으며 중심선의 마루뼈뒷돌기는 존재하지 않는다. 프릴의 측면에 있는 비늘뼈뒷돌기의 수도 달라서 트리케라톱스는 다섯 개, 토로사우루스는 여섯 개나 일곱 개다. 이것은 뒷머리의 돌기들 숫자는 개체가 성숙함에 따라 늘어난다는 가정을 하면 설명이 가능하다. 또 MOR 2923 은 여섯 개의 마루뼈뒷돌기가 있는데 중심선에는 골편이 없는 것을 보면 골편의 위치나 숫자는 트리케라톱스 안에서도 변이가 있다는 점이 지적되었다.
스카넬라와 호너의 결론에 모두가 동의하는 것은 아니다. 여러 전문가들은 "토로형" 가설이 맞을 가능성이 있다는 것은 인정하면서도 실제로 그랬을 가능성은 낮다고 주장했다. 이 가설에 대한 직접적인 반론은 2011년 앤드류 파키와 2012년 니콜라스 롱리치의 논문에서 제시되었다. 파키는 2011년에 문제가 되던 네도케라톱스 해처리를 다시 기술하면서 이것이 스카넬라와 호너가 주장했던 것처럼 트리케라톱스가 아니라 독립된 속으로 나이가 들어가 병든 개체라고 결론내렸다. 파키는 네도케라톱스의 프릴에 있는 불규칙한 형태의 구멍은 뼈가 얇아지면서 뚫린 구멍이 아니며 오히려 구멍 주변이 두꺼워져 있다는 점을 지적했다. 파키는 또 트리케라톱스가 토로사우루스로 성장한다는 가설과 맞아들어가지 않는 사실들이 여러 가지 있다고 결론내렸다. 전반적으로 케라톱스과에서 머리뼈 뒤쪽의 돌기들은 프릴이 커지면서 늘어나지 않는다. 비늘뼈뒷돌기의 수에 종종 변이가 있긴 하지만 어린 개체가 가장 많은 수의 돌기를 가지고 있는 경우도 있는 등 크기와는 상관이 있어 개체성장과정에서 변한다기보다는 개체 별로 있는 변이인 것으로 보인다. 이와 마찬가지로 전반적으로 각룡류에서 프릴의 구멍 형성은 나이와 상관이 없어서 가장 어린 개체라고 하더라도 마루뼈에 "구멍"을 가지고 있다. 트리케라톱스 프릴에 뼈가 얇은 부분, 즉 구멍이 생길 부분이라고 하는 부분은 파키의 설명에 따르면 근육이 부착되는 자리라고 한다. 또 구멍과 과립형 뼈 구조와는 일관된 관계가 없다. 다수의 트리케라톱스 표본들이 프릴에 깊이 파인 혈관 자국이 있는 것을 보면 나이가 많은 것이다. 이런 개체들의 프릴을 구성하는 뼈가 다시 젊어지고 과립형 뼈가 되어 구멍이 생기게 된다는 것은 파키가 보기에는 그럴법하지 않은 일이라는 것이다. 마지막으로 파키는 YPM 1831 표본은 그 엄청난 크기에도 불구하고 봉합되지 않은 뼈들이 있고 뼈의 표면조직이 매끈한 것을 보면 성숙이 끝나지 않은 것으로 보이며 따라서 진정한 토로사우루스의 어린 개체로 보인다는 점을 지적했다.

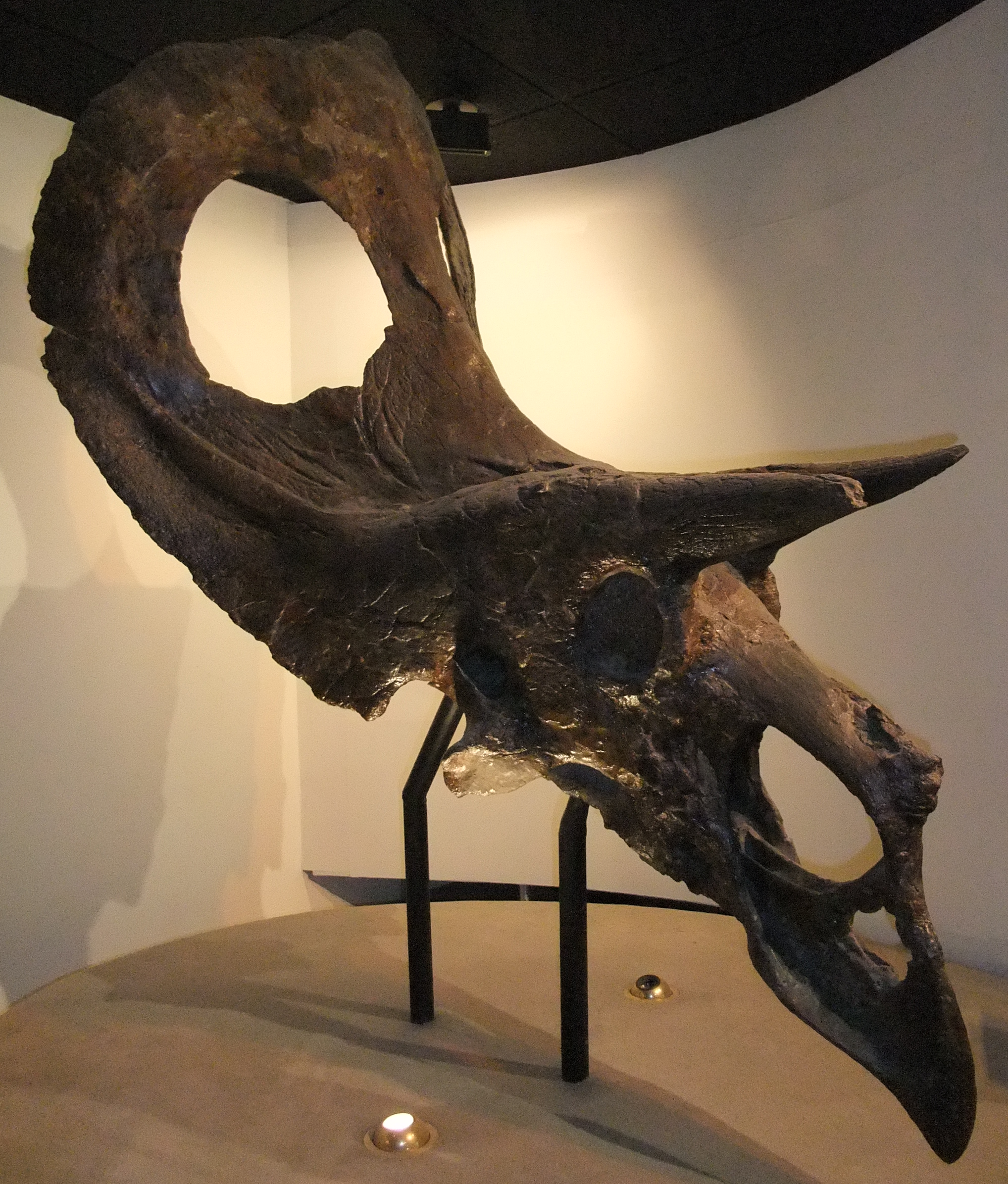
ANSP 15192 표본은 롱리치에 따르면 이제 막 성체가 된 암컷이라고 한다

같은 해에 스카넬라와 호너는 파키의 비평에 대해 일부 답을 했다. 이들은 USNM 2412는 병리적인 상태를 보면 중간형태로서는 그리 적합하지 않다는 점을 인정했지만 부풀어오른 부분을 제외하면 프릴의 구멍은 과립상으로 얇아진 뼈로 둘러싸여 있다는 점을 강조했다. 모든 증거를 고려해 볼 때 스카넬라와 호너는 네도케라톱스가 독립된 속이라기보다 병에 걸린 트리케라톱스 개체일 가능성이 높다고 주장했다. 또 이들은 트리케라톱스 표본들 중 파키가 불가능한 조합이라고 말한 혈관 자국이 있는 과립상의 어린 뼈가 있다는 점을 지적했다. 스카넬라와 호너는 또 트리케라톱스 프릴의 얇은 부분에 근육이 부착되었다는 주장을 그 부분이 근육부착면에서 일반적으로 보이는 특징인 주름진 표면이 아니라는 이유로 기각했다. 프릴 주위 돌기들의 수에 대해서는 두 가지 추가 설명을 내놓았다. 개체들이 나이 먹으면서 골편이 닳아 마치 하나가 두 개인 것처럼 보일 수 있다는 것이다. 이 경우 다섯 개 혹은 여섯 개의 트리케라톱스 마루뼈뒷돌기는 토로사우루스 표본에서 볼 수 있는 것처럼 열에서 열두 개까지 늘어날 수 있다. 다른 설명으로는 토로사우루스 라투스 표본들은 더 오래된 지층에서 발견되기 때문에 아나제네시스(anagenesis) 과정, 즉 트리케라톱스 진화의 초기 단계에 있었을지 모른다는 것이다. 가장 오래된 표본인 MOR 1122는 열두 개의 마루뼈뒷돌기를 가지고 있고 가장 최근의 표본인 MOR 981 은 열 개를 가지고 있어 마루뼈뒷돌기의 수가 줄어드는 일련의 진화과정을 나타내는 것이라고 볼 수도 있다.
2012년에 롱리치는 반증가능성의 원리를 적용하여 이 문제를 조사했다. 유효한 과학적 가설은 예측을 하며 이 예측은 검증될 수 있다. 롱리치는 "토로형" 가설에서 세 개의 예측을 이끌어낼 수 있다고 주장했다. 첫째로, 만일 토로사우루스가 트리케라톱스라면 이 둘의 화석은 같은 장소에서 발견되어야 한다. 실제로 이들의 지리적 분포범위는 완전히 겹치지는 않는다. 북쪽으로 멀리 가면 토로사우루스 화석은 발견되지 않는데 비해 남쪽으로 내려가면 토로사우루스 우타헨시스만이 알려져 있다. 하지만 이것은 상대적으로 드문 토로사우루스가 덜 발견되기 때문에 나타나는 착시현상일 수 있다. 롱리치는 따라서 첫번째 예측은 가설을 지지한다고 보았다. 두번째 예측은 토로사우루스 표본은 모두 성체여야 하며 트리케라톱스 표본은 많이 늙은 개체가 없어야 한다. 롱리치에 따르면 이 문제는 완전히 해결되지 않았다고 한다. 2011년에 호너가 골조직학 연구를 발표하면서 조사에 이용된 트리케라톱스 표본이 아성체의 뼈 구조를 가지고 있다는 것을 보였지만, 표본의 크기가 너무 작아서 모든 트리케라톱스 화석이 다 그렇다고 일반화시키기는 무리가 있다. 이 예측을 더 잘 검증하기 위해 롱리치는 24 가지 두개골의 특징 목록을 제안했다. 이 목록을 가지고 표본을 조사하면 두개골의 여러 뼈들이 하나로 합쳐지는 성숙도를 측정할 수 있다. 이 기준에 따라 36 개의 표본을 조사했다. 뼈가 합쳐지는 과정은 보통 특정한 순서로 진행되어 나이에 대한 추가정보를 얻을 수 있다. 실제로 이 기준에 따르면 대부분의 토로사우루스 표본은 매우 늙은 개체였다. 하지만 두 가지 예외가 있었다. 작은 개체인 ANSP 15192는 성체긴 했지만 주둥이의 뼈가 합쳐지지 않은 것으로 보아 상대적으로 젊은 개체였다. 가장 어린 표본은 YPM 1831 이었는데 주둥이, 광대뼈의 뿔 과 후두과 등이 합쳐지지 않은 상태였다. 게다가 프릴의 골편들이 없는 것으로 보아 이들도 합쳐지지 않은 것으로 보이며 프릴의 가장자리는 겉보기에 여전히 성장 중인, 어린 뼈인 것으로 보인다. 그 반면에 롱리치는 열 개의 트리케라톱스 두개골을 조사해 가장 나이가 많은 토로사우루스 표본과 같은 정도의 성숙도를 보인다는 것을 알아냈다. 롱리치는 두번째 예측의 검증결과는 "토로형" 가설을 반증한다고 결론내렸다. 세번째 예측은 토로사우루스와 트리케라톱스 사이의 중간형태가 있어야 한다는 것이다. 롱리치는 트리케라톱스 프릴의 얇은 부분이 마루뼈 "구멍" 이 형성되는 과정이라는 주장이 가장 강력한 중간형태의 증거라고 보고 이 주장을 살펴보았다. 하지만 롱리치는 이 구조의 위치가 다르다는 점을 지적했다. 트리케라톱스의 움푹 들어간 부분은 일부가 비늘뼈에 걸쳐 있으나 토로사우루스의 구멍은 마루뼈 가운데 있다. 게다가 움푹 들어간 부분의 가장자리에 있는 뼈는 더 두꺼워져 있는데 비해 토로사우루스의 구멍은 얇은 뼈로 둘러싸여 있었다. 롱리치는 "토로형" 가설이 세번째 예측에서도 반증된다고 결론내렸다. 세 개의 예측 가운데 두 개의 예측이 가설을 반증하므로 "토로형" 가설은 기각되어야 한다.
롱리치는 또 "토로형" 가설에 대한 추가 반박을 제시했다. 마루뼈뒷돌기의 수와 관련해서 중간형태가 존재하지 않는다. 또 이 돌기들의 프릴의 가장자리를 꽉 채우고 있는데 어떻게 그 숫자가 늘어날 수 있는지도 알기 힘들다. 화생골 상태로 성장한다면 골편들의 크기가 프릴과 함께 커질 것이기 때문이다. 골편이 닳아서 두 개로 나뉜다는 주장은 비늘뼈뒷돌기에 대해서만 적용되고 마루뼈뒷돌기와는 상관이 없다. 토로사우루스의 비늘뼈는 안쪽이 두껍고 바깥쪽 표면이 오목한 반면 트리케라톱스의 비늘뼈는 안쪽이 오목하고 위쪽은 편평하다. 중간형태는 알려지지 않았다. 토로사우루스의 비늘뼈는 또 절대적인 크기와 상관없이 더 길쭉하다. 롱리치는 토로사우루스와 트리케라톱스 표본들이 스카넬라와 호너의 주장처럼 하나의 성장단계라고 본다면 토로사우루스 표본인 ANSP 15192 와 YPM1831 은 상대성장으로 설명할 수 있는 것보다 더 긴 형태로 회귀선에서 벗어난 아웃라이어가 된다는 점을 지적했다. 롱리치는 호너가 트리케라톱스의 아성체만을 볼 수 있었다는 것이 토로형 가설을 지지하는 것으로 보일 수 있다고 인정했지만 트리케라톱스가 근연종들보다 어린 뼈의 구조를 나이 들어서까지 유지하고 있는 것으로 볼 수도 있다고 주장했다. 또 한 편, 뼈의 재모델링으로 성숙도를 평가하는 것은 신뢰할 만한 방법이 아니다. 실험을 통한 연구를 보면 다양한 종류의 뼈에 가해진 역학적인 압력 조건의 차이에 따라 이런 재모델링 정도가 크게 변할 수 있으며 오래된 뼈 조직인 것처럼 보이는 것이 가능하다. 롱리치는 스카넬라와 호너가 자신의 두번째 검증 내용에 대해 개체변이 때문에 생긴 결과라고 반박할 것이라고 예측했다. 롱리치에 따르면 개체변이라는 요인의 중요성은 제한적이라고 한다. ANSP 15192 와 YPM 1831 은 그보다 성적 이형성으로 더 잘 설명될 수 있으며 ANSP 15192는 젊은 성체 암컷, 그리고 YPM 1831 은 아성체 수컷으로 볼 수 있다고 주장했다.

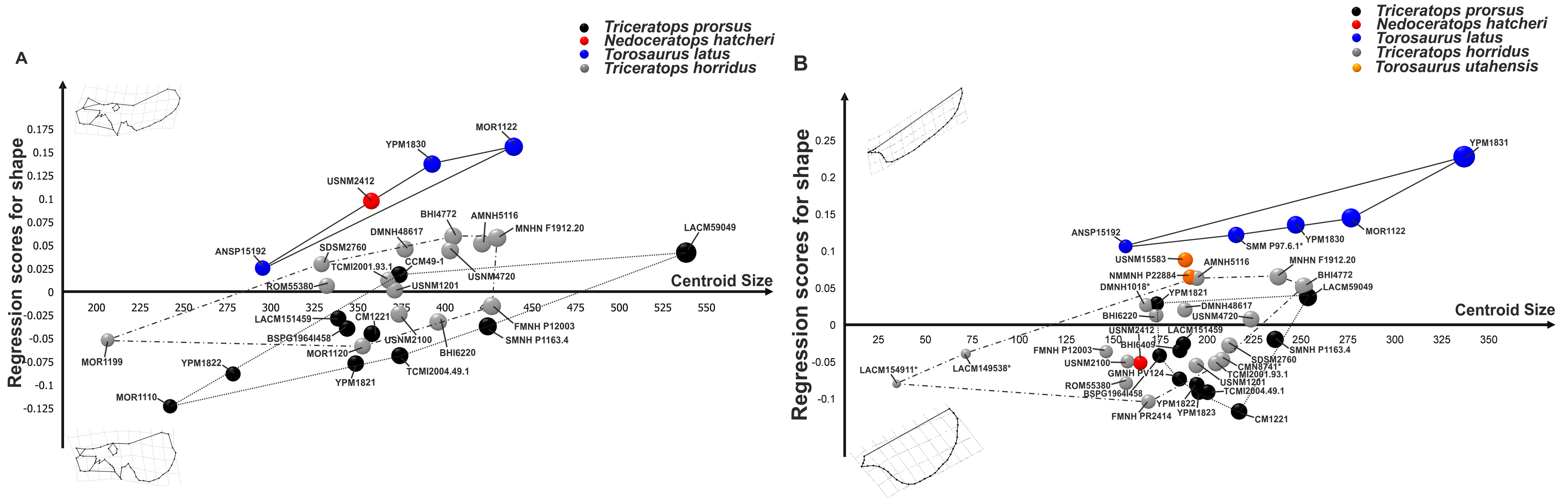
두개골(A)와 비늘뼈(B)에 대한 주성분분석(PCA)와 선형회귀분석 결과. 토로사우루스는 크기와 무관하게 트리케라톱스 호리두스 및 트리케라톱스 프로르수스와 따로 떨어진 형태공간을 차지하고 있다

2013년에 파키와 레오나르도 마이오리노는 토로사우루스, 트리케라톱스 호리두스, 트리케라톱스 프로르수스, 그리고 네도케라톱스의 두개골과 성숙도에 따른 형태의 변이를 보여주는 형태공간에 대한 통계적 분석을 수행한 형태측정학 연구를 출판했다. 이들은 토로사우루스 라투스 두개골은 성숙과정 내내 T. horridus 및 T. prorsus 와는 다른 형태를 유지하는 반면 T. horridus 와 T. prorsus는 비율 면에서 형태가 겹친다고 결론내렸다. 프릴의 모양을 제외한다고 하더라도 이 결론은 성립한다. 네도케라톱스는 크기를 제외하면 토로사우루스와 트리케라톱스 호리두스의 중간형태라고 보기 힘들다. 파키와 마이오리노는 토로사우루스 표본의 수가 적기 때문에 결과의 신뢰성이 감소한다는 점은 인정했지만 아나제네시스의 가능성을 감안한다 하더라도 토로사우루스와 트리케라톱스는 별개의 분류군이라는 결론을 내렸다.
토로사우루스 라투스 표본이 트리케라톱스 성숙 과정의 "토로형" 단계를 보여준다는 가설은 두번째 토로사우루스 종인 토로사우루스 우타헨시스 역시 토로형의 하나가 아닌가 하는 의문을 제기했다. 이 문제는 대개의 표본이 따로 떨어져 발견된 뼈라서 보존상태가 좋은 표본이 없다는 점 때문에 더 복잡해진다. T. utahensis 가 토로사우루스로 분류되는 주된 이유는 길쭉한 비늘뼈, 즉 긴 프릴 때문이다. 마루뼈뒷돌기의 수와 크기, 위치, 게다가 마루뼈의 "구멍" 이 있는지도 알려지지 않았다. 어린 토로사우루스가 빅벤드 국립공원의 자벨리나 층의 뼈층에서 발굴되었다는 주장이 있다. 성체가 발견된 위치와 가까운 곳이고 토로사우루스 마루뼈의 특징을 보아 이 표본은 토로사우루스 cf. 우타헨시스로 분류하고 있다. 스카넬라와 호너는 향후에 표본들이 추가로 발견되어야만 문제가 해결된다고 결론내리고 있다. 이들은 토로사우루스의 서식범위를 트리케라톱스의 범위보다 더 남쪽으로 넓히게 되는데, 이것이 카스모사우루스아과에 속하는 별도의 속이거나 트리케라톱스의 세번째 종일 가능성도 있다고 보고 있다. 파키는 2013년의 형태측정학 연구는 이런 점에서 명확하지 않은 결과를 보여주고 있는데, T. utahensis 의 형태공간이 트리케라톱스와 토로사우루스 라투스의 중간에 위치하고 있으며 양쪽 모두로부터 뚜렷이 분리되어 있지 않다.

## 고생물학
토로사우루스와 트리케라톱스를 포함하여 모든 각룡류는 초식동물이었다. 턱에는 여러 줄의 이빨이 있고 턱이 닫히면서 위아래 이빨이 빗겨지나가게 되어 있어 질긴 식물을 잘라먹을 수 있었다. 아마 대개의 땅을 덮고 있는 양치류들을 주로 먹었을 것이다. 트리케라톱스보다 토로사우루스의 주둥이가 더 길고 좁았던 것으로 보아 식성에는 차이가 있었던 것으로 보인다.